# Dèlion
Dèlion (en llatí Delium en grec antic Δήλιον, Dêlion) fou una ciutat grega famosa per tenir un important temple dedicat a Apol·lo. Era a la costa, al territori de Tànagra a Beòcia, i propera (uns 2 km) d'Oropos i a 8 km de Tànagra. Va prendre el nom, a causa del seu temple, de l'illa de Delos. Des del lloc, la distància fins a l'illa d'Eubea era només d'uns 6 km.
A Dèlion es van lliurar dues batalles importants:
- A la primera, els atenencs van ser derrotats pels beocis l'any 424 aC durant la guerra del Peloponnès. El comandant atenenc Hipòcrates s'havia apoderat del temple i l'havia convertit en fortalesa; va deixar allí una guarnició i va retornar a Atenes, però només arribar a la veïna ciutat d'Oropos es va trobar amb l'exèrcit beoci que li tallava la retirada; els dos exèrcits van xocar i els atenenc en van sortir derrotats, i Hipòcrates va morir. Als 70 dies el temple va ser reconquerit pels beocis. Sòcrates va combatre com hoplita en aquesta batalla i segons un relat d'Estrabó va salvar la vida a Xenofont, però segons Plutarc va ser Alcibíades qui va salvar la vida a Sòcrates.

- A la segona, un destacament romà va ser derrotat per Antíoc III el Gran l'any 192 aC.

Prop del lloc de l'antiga ciutat hi ha avui la vila de Dílessi (Δήλεσι), una mica retirada de la costa, a poca distància de l'antic temple que era a tocar de la mar.